# Brasilândia de Minas
Brasilândia de Minas este un oraș în unitatea federativă Minas Gerais (MG), Brazilia.